# Väster-Krokmyrsjön
Väster-Krokmyrsjön är en sjö i Sundsvalls kommun i Medelpad och ingår i Indalsälvens huvudavrinningsområde. Sjön har en area på 0,0752 kvadratkilometer och ligger 374,3 meter över havet.

## Delavrinningsområde
Väster-Krokmyrsjön ingår i det delavrinningsområde (697391-155062) som SMHI kallar för Mynnar i Öratjärnbäcken. Medelhöjden är 383 meter över havet och ytan är 5,81 kvadratkilometer. Det finns inga avrinningsområden uppströms utan avrinningsområdet är högsta punkten. Vattendraget som avvattnar avrinningsområdet har biflödesordning 5, vilket innebär att vattnet flödar genom totalt 5 vattendrag innan det når havet efter 72 kilometer. Avrinningsområdet består mestadels av skog (65 procent) och sankmarker (25 procent). Avrinningsområdet har 0,21 kvadratkilometer vattenytor vilket ger det en sjöprocent på 3,5 procent.